# Elvir Laković Laka
Elvir Laković (kallad Laka) föddes i Goražde, Bosnien-Hercegovina är en bosnisk rocksångare och låtskrivare.
Han gick i musikskola som barn. Han har medverkat i ett flertal talangtävlingar genom åren och han spelade in sin första låt, Malo sam se razočar'o, 1998, vilken gjorde honom känd i hela landet. 
Efter att ha varit bosatt i New York i några år flyttade han tillbaka till Bosnien-Hercegovina och gav ut sin första album, Zec 2007, vilket också släpptes i Kroatien.
Elvir Laković representerade tillsammans med sin syster Mirela Bosnien-Hercegovina i Eurovision Song Contest 2008 med låten Pokušaj ("Försök"). Elvirs låt blev den tredje låten att ta sig till den stora finalen den 24 maj. I finalen hade de startnummer 6 och de placerade sig på en 10:de plats med 110 poäng. Serbien och Kroatien gav dem 12 poäng. 
Sverige gav dem 10 poäng.